# اندی گیب
اندی گیب (انگلیسی: Andy Gibb؛ ۵ مارس ۱۹۵۸ – ۱۰ مارس ۱۹۸۸) یک موسیقی‌دان اهل بریتانیا بود.